# Томас Рийд
Томас Рийд (на английски: Thomas Reid, буквени символи за произношение ) е шотландски философ, съвременник и известен опонент на Дейвид Хюм. Заедно с него и с Адам Смит той е сред водещите фигури на Шотландското просвещение.

## Биография
Роден в село Страхан, графство Абърдийншър, Шотландия, Томас Рийд учи философия в Абърдийн и през 1737 става презвитериански пастор. През 1752 получава преподавателско място в университета в Абърдийн, където пише An Inquiry Into the Human Mind on the Principles of Common Sense, публикувана през 1764. Въпреки че книгата е критична към възгледите на Хюм, Рийд силно се възхищава от него и му предлага да редактира нейния пръв ръкопис. Малко по-късно Томас Рийд става професор в Глазгоуския университет на мястото на заминалия за Франция Адам Смит. Рийд остава на този пост до 1781.
Във философските си трудове Томас Рийд критикува скептицизма на Дейвид Хюм, като смята, че здравият разум (в особен философски смисъл) би трябвало да бъде основа на философското изследване. Той е привърженик на прекия реализъм и се противопоставя силно на теорията на идеите, поддържана от Джон Лок, Рене Декарт и повечето философи през следващите десетилетия.
Въпреки това дори в първите десетилетия на 19 век Рийд е смятан за по-важен от Хюм и философията му се изучава в много университети в Северна Америка. Влиянието му намалява след критиката на рационализма на здравия разум от автори като Имануел Кант и Джон Стюарт Мил. Вече през 20 век някои възгледи на Рийд могат да бъдат открити при Джордж Едуард Мур, който е привърженик на здравия разум като философски метод.